# Gerygone flavolateralis

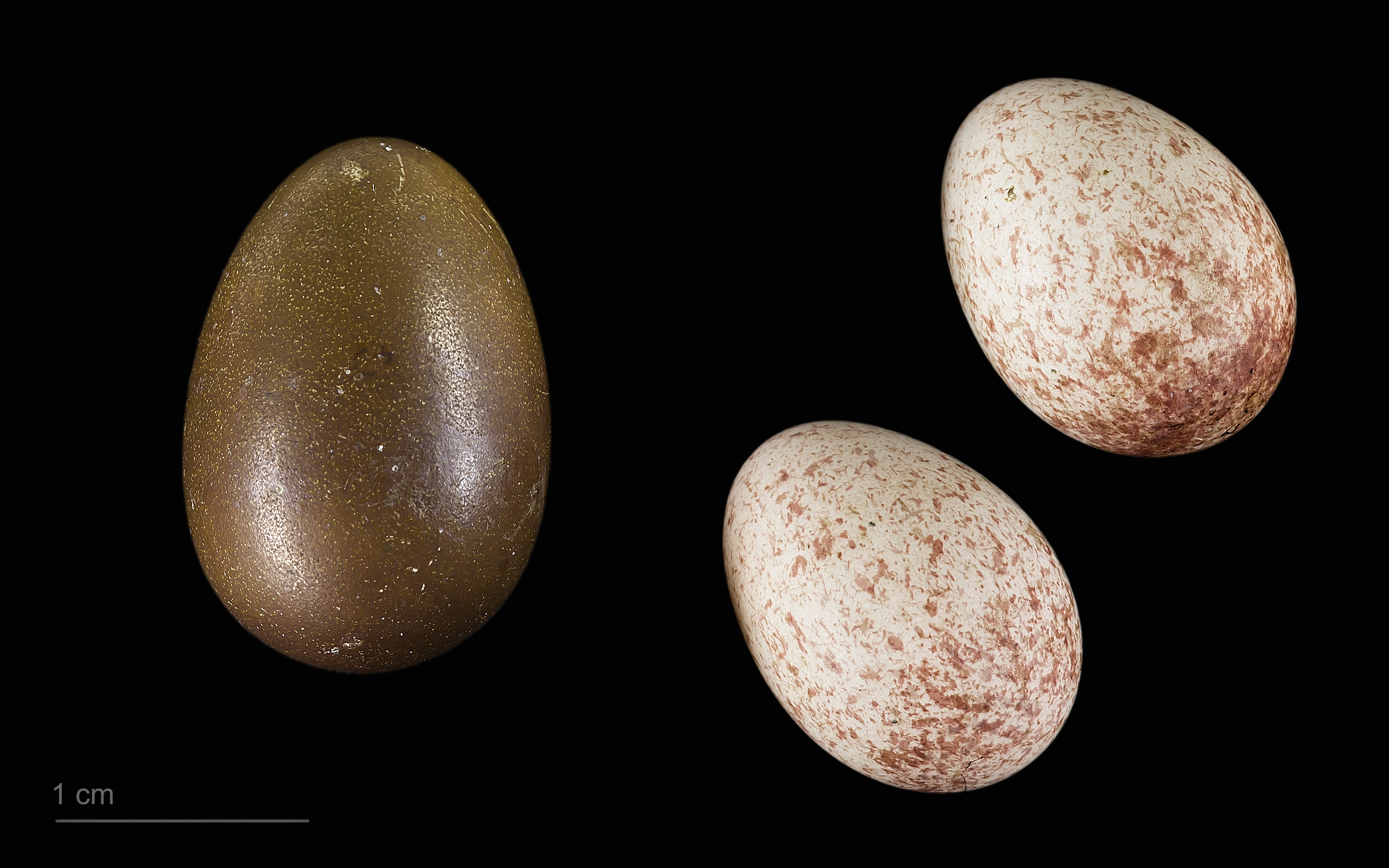
Chrysococcyx lucidus + Gerygone flavolateralis

A Gerygone flavolateralis a madarak osztályának verébalakúak (Passeriformes) rendjébe és az ausztrálposzáta-félék (Acanthizidae) családjába tartozó faj.

## Rendszerezése
A fajt George Robert Gray angol zoológus írta le 1859-ben, az Acanthiza nembe Acanthiza flavolateralis néven.

## Alfajai
- Gerygone flavolateralis citrina Mayr, 1931
- Gerygone flavolateralis correiae Mayr, 1931
- Gerygone flavolateralis flavolateralis (G. R. Gray, 1859)
- Gerygone flavolateralis lifuensis (Sarasin, 1913)
- Gerygone flavolateralis rouxi (Sarasin, 1913)[2]

## Előfordulása
Csendes-óceán délnyugati részén, Új-Kaledónia és Vanuatu szigetein honos. A természetes szubtrópusi és trópusi síkvidéki esőerdők és cserjések.

## Megjelenése
Testhossza 10 centiméter.

## Életmódja
Rovarokkal táplálkozik.